# 王學超
王學超（1916年—？年）。河南省鞏縣人，寄籍新疆迪化市。民國40年（1951年）在教育會婦女遞補拉希達為第一屆立法委員

## 生平[2]
- 國立武漢大學文學系
- 河南省立沁陽中學教員
- 三民主義青年團河南支團女青年工作隊總幹事
- 新疆省黨部婦運會秘書
- 新疆省漢族文化促進會副理事長
- 新疆迪化市議員
- 新疆省立迪化第一女子師範學校校長
- 革命實踐研究院第廿五期
- 聯合作戰研究班第四期